# Quantité conjuguée
En mathématiques, la quantité conjuguée est une expression obtenue à partir de la somme ou de la différence de termes comportant des racines carrées en changeant la somme en différence ou vice-versa.
Par exemple :
- {\displaystyle {\sqrt {5}}-{\sqrt {3}}} est la quantité conjuguée de {\displaystyle {\sqrt {5}}+{\sqrt {3}}}
- {\displaystyle 2+{\sqrt {7}}} est la quantité conjuguée de {\displaystyle 2-{\sqrt {7}}}

De manière générale, la quantité conjuguée de {\displaystyle \alpha {\sqrt {a}}+\beta {\sqrt {b}}} est {\displaystyle \alpha {\sqrt {a}}-\beta {\sqrt {b}}}, où {\displaystyle \alpha } et {\displaystyle \beta } sont des nombres réels et où {\displaystyle a} et {\displaystyle b} sont des nombres réels positifs.
L'intérêt de la quantité conjuguée repose sur l'identité remarquable suivante :
{\displaystyle (\alpha {\sqrt {a}}+\beta {\sqrt {b}})(\alpha {\sqrt {a}}-\beta {\sqrt {b}})=\alpha ^{2}a-\beta ^{2}b}
Cela est par exemple utile pour simplifier des fractions faisant intervenir des racines carrées. La méthode est de multiplier au numérateur et au dénominateur par la quantité conjuguée du dénominateur pour faire apparaitre cette identité remarquable. Par exemple :
{\displaystyle {\frac {1}{2-{\sqrt {3}}}}={\frac {2+{\sqrt {3}}}{(2-{\sqrt {3}})(2+{\sqrt {3}})}}={\frac {2+{\sqrt {3}}}{4-3}}=2+{\sqrt {3}}.}
Une autre utilisation est de lever des formes indéterminées pour le calcul de limites. Par exemple, 
{\displaystyle {\begin{aligned}\lim _{x\to +\infty }\left({\sqrt {x+1}}-{\sqrt {x-1}}\right)&=\lim _{x\to +\infty }{\frac {\left({\sqrt {x+1}}-{\sqrt {x-1}}\right)\left({\sqrt {x+1}}+{\sqrt {x-1}}\right)}{{\sqrt {x+1}}+{\sqrt {x-1}}}}\\&=\lim _{x\to +\infty }{\frac {2}{{\sqrt {x+1}}+{\sqrt {x-1}}}}\\&=0\end{aligned}}}
puisque 
{\displaystyle \lim _{x\to +\infty }{\sqrt {x+1}}+{\sqrt {x-1}}=+\infty }
n'est plus une forme indéterminée.